# Ćakra
Ten artykuł opisuje teorie, metody lub czynności niezgodne ze współczesną wiedzą medyczną.
Ćakra, czakra, czakram (sanskryt: ćakra „koło”, „okrąg”) – jeden z wielu ośrodków psychiczno-energetycznych w ciele, ważnych w okultystycznych praktykach fizjologicznych niektórych odmian hinduizmu i buddyzmu. Czakry wykorzystywane są w różnych starożytnych praktykach medytacyjnych, określanych zbiorczo jako tantra. Są to miejsca, gdzie krzyżuje się wiele kanałów energetycznych (nadi) i gromadzi się energia prana. Ośrodek ten odbiera, magazynuje i promieniuje energię o wibracji właściwej dla swojej funkcji (zob. ćakry główne), która konieczna jest do życia istot (w szczególności ludzi). Rozwijanie ćakr prowadzi do rozwoju wewnętrznego i duchowego wyzwolenia.
Koncepcja czakr pojawiła się we wczesnych tradycjach hinduizmu. Istnieją różnice w wierzeniach pomiędzy poszczególnymi religiami hinduskimi. Wiele tekstów buddyjskich mówi o pięciu czakrach, podczas gdy źródła Hinduizmu mówią o sześciu lub siedmiu. Wczesne teksty sanskryckie mówią o nich zarówno jako o obrazach medytacyjnych łączących kwiaty i mantry, jak i o fizycznych elementach ciała. W ramach jogi kundalini techniki takie jak ćwiczenia oddechowe, wizualizacje, mudry, bandhy, krije i mantry służą manipulacji przepływem subtelnej energii przez czakry.
Joga, bioenergoterapia, reiki i wiele technik rozwoju wewnętrznego, bazuje na wiedzy o ćakrach. Jako że wiedza o ćakrach jest wiedzą ezoteryczną, traktowana jest przez naukowców jako pseudonauka.

## Hinduizm

Schematyczy układ ćakramów i odpowiadające im kolory.

Najczęściej wyróżniane jest 7 ćakr głównych, z których każdej przypisywany jest inny kolor, funkcja i położenie.

### Główne ćakry
| Ćakra                             | Kolor                   | Lokalizacja                 | Główna funkcja                                    | Symbol |
| --------------------------------- | ----------------------- | --------------------------- | ------------------------------------------------- | ------ |
| Korony Sahasrara, सहस्रार           | fioletowy, rzadko biały | nieco nad szczytem głowy    | myślenie całościowe, funkcje paranormalne         |        |
| Trzeciego Oka Adźńa, आज्ञा          | indygo                  | czoło, nieco nad brwiami    | intuicja, analiza, percepcja pozazmysłowa         |        |
| Gardła Wiśuddha, विशुद्ध             | jasnoniebieski          | pod kością grdyki           | mowa, samoekspresja                               |        |
| Serca Anahata, अनाहत               | zielony, rzadko złoty   | na wysokości płuc           | poświęcenie, miłość, współczucie, uzdrawianie     |        |
| Splotu słonecznego Manipura, मणिपूर | żółty                   | blisko pępka, nieco powyżej | funkcje mentalne, moc, kontrola, ambicja, kariera |        |
| Sakralna Swadhiszthana, स्वाधिष्ठान    | pomarańczowy            | 3 cm poniżej pępka          | emocje, twórczość, seksualność                    |        |
| Podstawy Muladhara, मूलाधार          | czerwony                | podstawa kręgosłupa         | instynkt, przetrwanie, bezpieczeństwo             |        |

Według innej wersji jest ich osiem:
- Sahasrara (sanskryt: सहस्रार)
- Ajna (sanskryt: आज्ञा)
- Vishuddha (sanskryt: विशुद्ध)
- Anahata (sanskryt: अनाहत)
- Manipura (sanskryt: मणिपूर)
- Swadhisthana (sanskryt: स्वाधिष्ठान)
- Muladhara (sanskryt: मूलाधार)
- Bindu (sanskryt: बिन्दु)

## Tantryzm buddyjski
Tantry buddyjskie zwykle uznaje tylko cztery ćakry:
- 4 palce powyżej pępka (siedlisko nirmanakai),
- w pobliżu splotu słonecznego (siedlisko sambhogakai),
- w splocie krtaniowym (dharmakaja)
- 8 palców od oryginalnej linii włosów na głowie (tzw. uszniszakamala).